# Wächtering
Wächtering ist ein Gemeindeteil der Stadt Rain  im Landkreis Donau-Ries (Regierungsbezirk Schwaben, Bayern). In der gleichnamigen Gemarkung liegen die Orte Wächtering, Hausen (auch Hauserhof genannt), Holzmühle, Nördling und Strauppen.

## Geographie und Verkehr
Das Kirchdorf Wächtering liegt 10 km südöstlich von Rain abgelegen zwischen den Nachbarorten Bayerdilling, Etting, Wallerdorf und Pessenburgheim. Die drei Einöden und Nördling liegen westlich von Wächtering. Südöstlich von Wächtering liegt der Staatsforst und gemeindefreies Gebiet Esterholz. Der Ort liegt in einem Seitental des Unteren Lechrains der Aindlinger Terrassentreppe. Naturräumlich gehört es so zur Donau-Iller-Lech-Platte, die wiederum Teil des Alpenvorlandes ist, eine der Naturräumlichen Haupteinheiten Deutschlands.

## Geschichte
Die Gründung Wächterings als echter -ing-Ort wird in der 1. Hälfte des 6. Jahrhunderts durch die Baiern vermutet. Die Bedeutung von Wächtering ist in etwa Siedlung des Wachta (Sippenältester). Gleiches gilt für Nördling, das 1173 als Nordlingen erwähnt wurde.
Erstmals wird Wächtering um 1100 als Wehteringen erwähnt. Im Mittelalter gehörten fast alle Wächteringer Höfe den Grafen von Scheyern und dem Kloster Niederschönenfeld, außerdem einem Ritter Berchtold Schönlein von Schönleinsberg (der später seinen ganzen Besitz ebenfalls nach Niederschönenfeld verkaufte). Ab 1600 tauchen als Grundherren nur noch das Kloster Niederschönenfeld (das die meisten Scheyerner und Wittelsbacher Höfe inklusive Nördling und Strauppen aufgekauft hatte), das kurfürstliche Kastenamt Rain, die Rainer Almosenstiftung und die Grafen von Sandizell und Freiherren von Gumppenberg auf.
Die katholische Filialkirche Sankt Albanus in Wächtering gehört seit jeher zur Pfarrei Sankt Michael in Bayerdilling. Sie wurde 1872 erbaut; der Unterbau des Turmes entstand um 1400, Turmachteck und Turmspitze sind von etwa 1700.

Die Wallfahrtskapelle Sankt Leonhard in Nördling stammt vom Anfang des 18. Jahrhunderts. Von der einst blühenden Wallfahrt sind nur noch wenige Hufeisen und Votivbilder erhalten.
Die selbstständige Gemeinde Wächtering gehörte bis zum 1. Juli 1972 zum Landkreis Neuburg an der Donau und wurde im Zuge der Gebietsreform in Bayern dem Landkreis Donau-Ries zugeschlagen, der bis zum 1. Mai 1973 die Bezeichnung Landkreis Nördlingen-Donauwörth trug. Sie bestand aus den Gemeindeteilen Wächtering, Hausen, Holzmühle, Nördling und Strauppen und hatte am 27. Mai 1970 149 Einwohner. Am 1. Januar 1975 erfolgte die Eingemeindung in die Stadt Rain.

## Bau- und Bodendenkmäler
- Filialkirche Sankt Albanus in Wächtering
- Wallfahrtskapelle Sankt Leonhard in Nördling
- Schanzanlage mit Abschnittswall am Westhang des Esterholzes